# Stazione di Corchiano (RFI)
La stazione di Corchiano era una fermata ferroviaria posta lungo la linea ferroviaria Civitavecchia-Orte chiusa al traffico nel 1994. Era a servizio del comune di Corchiano.
Il comune è servito anche dall'omonima stazione di Corchiano lungo la Ferrovia Roma-Civita Castellana-Viterbo, gestita dall'ASTRAL.

## Storia
La stazione venne aperta nel 1928 e nel 1994 venne privata del suo traffico.

## Strutture e impianti
La stazione disponeva di un fabbricato viaggiatori e dal binario di circolazione.